# Premio Tony Kent Strix
El Premio Tony Kent Strix es un galardón internacional entregado por el UK electronic information Group (UKeiG), un grupo de investigación del Chartered Institute of Library and Information Professionals (CILIP). Fue creado en 1998 por el entonces denominado como Institute of Information Scientists (IIS), siendo el inglés Stephen Robertson el primer científico premiado.
Este galardón tiene carácter anual y se entrega a ingenieros, informáticos o informatólogos que hayan realizado contribuciones esenciales en el campo de la Recuperación de Información.

## Premiados
- 1998: Stephen Robertson
- 1999: Donna Harman
- 2000: Martin Porter
- 2001: Peter Willett
- 2002: Malcolm Jones
- 2003: Herbert Van de Sompel
- 2004: Keith van Rijsbergen
- 2005: Jack Mills
- 2006: Stella Dextre Clarke
- 2007: Mats G. Lindquist
- 2008: Kalervo  Jarvelin
- 2009: Carol Ann Peters
- 2010: Michael Lynch
- 2011: Alan Smeaton
- 2012: Doug Cutting y Dave Hawking
- 2013: W Bruce Croft[3]
- 2014: Susan Dumais[4]
- 2015: Peter Ingwersen
- 2016: Maristella Agosti[5]
- 2017: Maarten de Rijke
- 2018: Pia Borlund
- 2019: Ingemar J. Cox[6]
- 2020: Ian Ruthven
- 2021: No se concedió
- 2022: Iadh Ounis y Ryen White
- 2023: Martin White [7]
- 2024: Nicola Ferro [8]